# Ah ! Les crocodiles
Ah ! Les crocodiles („Ah! Die Krokodile“) ist ein traditionelles, populäres französisches Kinderlied. Es handelt von einem Krokodil, das mit seinen Kameraden – anderen Krokodilen – zu Fuß an den Ufern des Nils in den Krieg zieht. Beim Anblick der Kampfvorbereitungen eines befeindeten Elefanten jedoch wirft es sich sogleich in die Fluten.

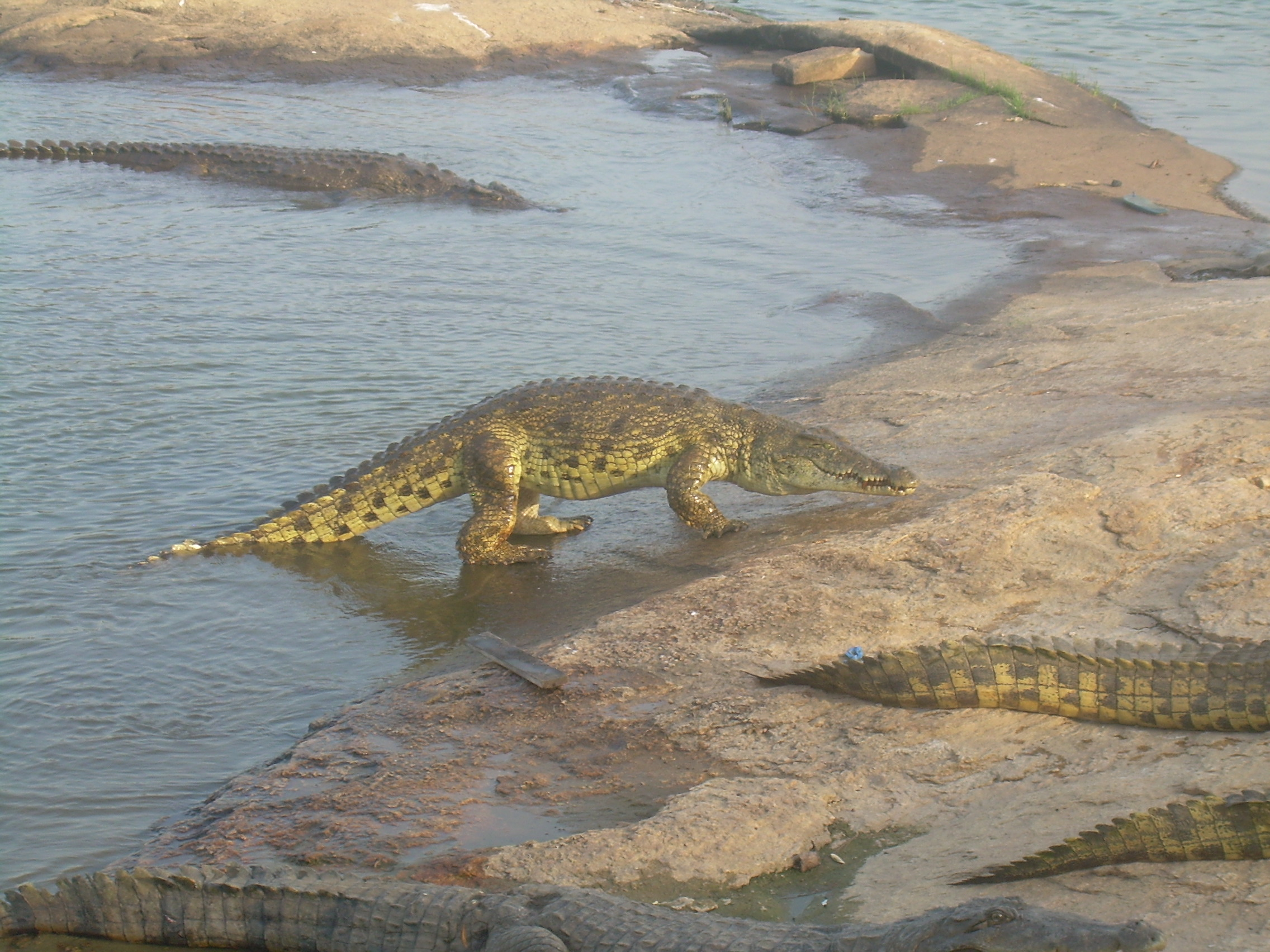
Laufendes Krokodil

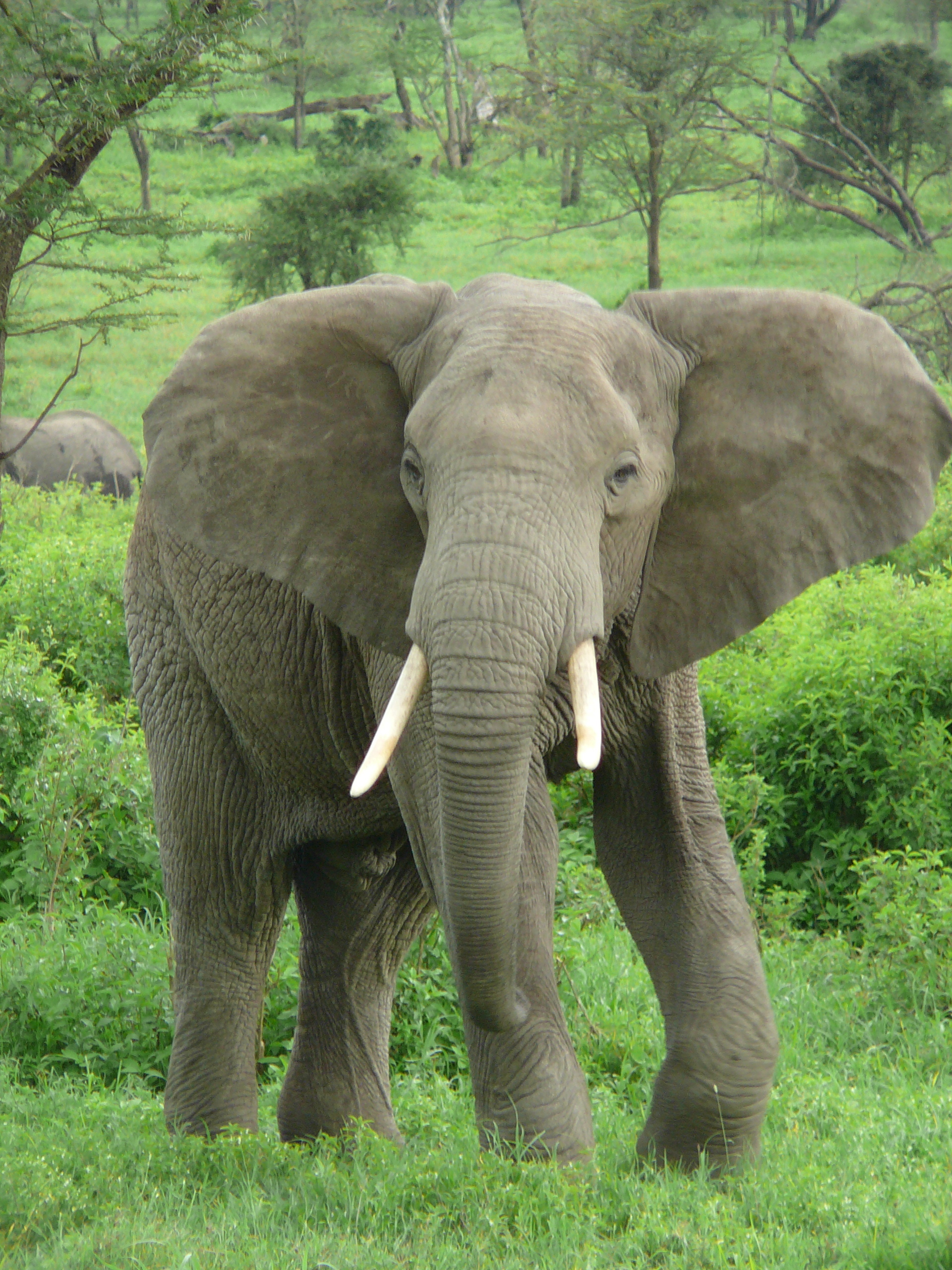
Elefant

Dieses Lied aus dem 19. Jahrhundert ist aus dem Stück Tromb-al-ca-zar ou les Criminels dramatiques entlehnt, einer Bouffonnerie musicale von Jacques Offenbach (Libretto: Charles Dupeuty und Ernest Bourget) aus dem Jahr 1856, wo es den Titel Hourra du crocodile hat.
Wie bei vielen traditionellen Liedern gibt es auch bei diesem zahllose Versionen und Varianten.

## Refrain
Eine Version des Kehrverses – ein Ohrwurm – lautet (mit deutscher Übersetzung):
| Ah ! Les crocrocro, les crocrocro, les crocodiles Sur les bords du Nil, ils sont partis n'en parlons plus Ah ! Les crocrocro, les crocrocro, les crocodiles Sur les bords du Nil, ils sont partis n'en parlons plus | Ah! die Krokro-kro, die Krokro-kro, die Krokodile An den Ufern des Nils, sie sind weg, reden wir nicht mehr davon Ah! die Krokro-kro, die Krokro-kro, die Krokodile An den Ufern des Nils, sie sind weg, reden wir nicht mehr davon |

## Melodie

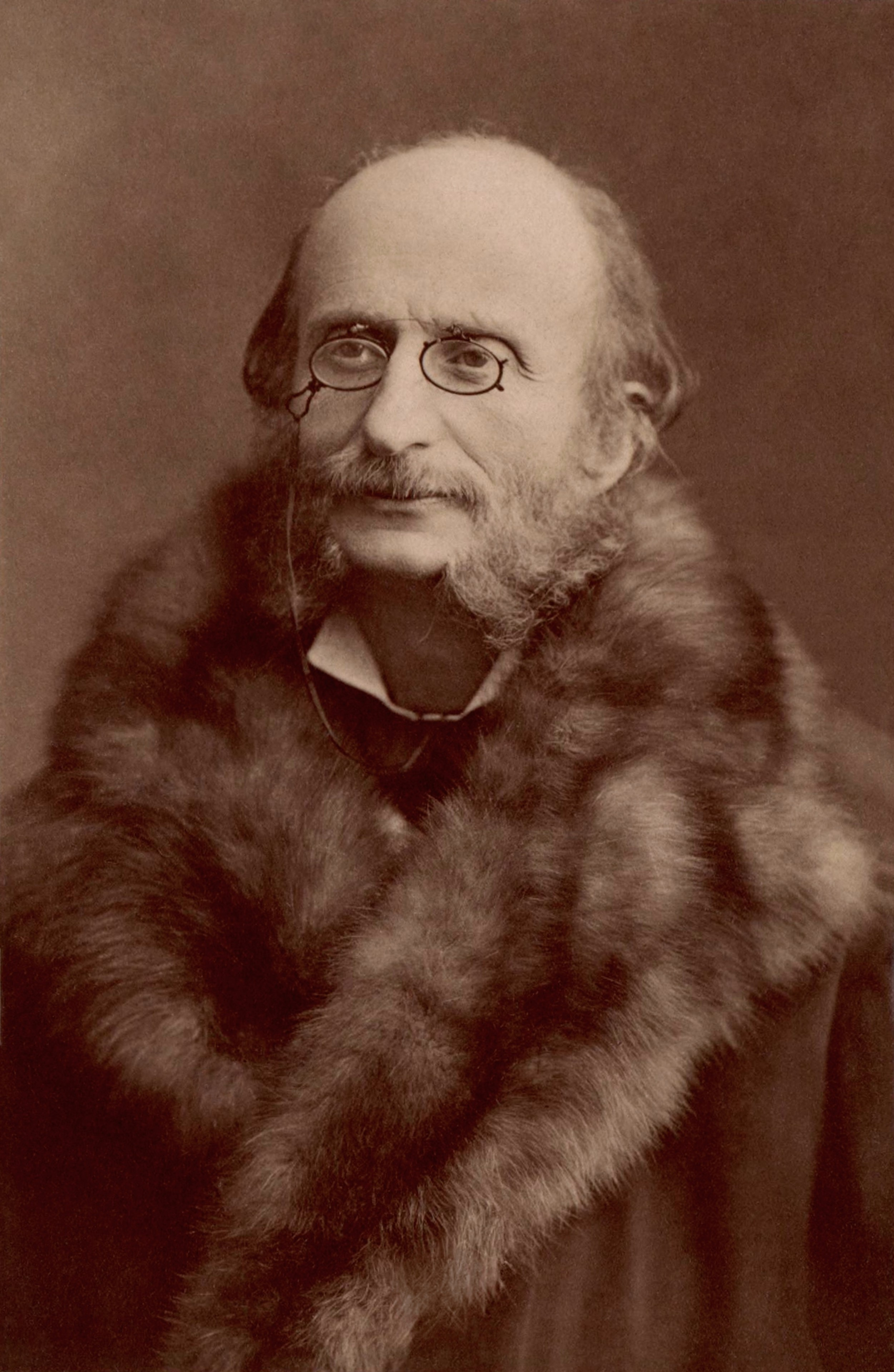
Porträt von Jacques Offenbach, dessen Hourra du crocodile als Grundlage für das Lied diente.

## Text
Im Folgenden eine der vielen Textversionen des Liedes mit einer (behelfsweisen) wörtlichen deutschen Übersetzung:
| Un crocodile, s'en allant à la guerre Disait au revoir à ses petits enfants Trainant ses pieds, ses pieds dans la poussière Il s'en allait combattre les éléphants Ah ! Les crocrocro, les crocrocro, les crocodiles Sur les bords du Nil, ils sont partis n'en parlons plus Ah ! Les crocrocro, les crocrocro, les crocodiles Sur les bords du Nil, ils sont partis n'en parlons plus Il fredonnait une marche militaire Dont il mâchait les mots à grosses dents Quand il ouvrait la gueule tout entière On croyait voir ses ennemis dedans Ah ! Les crocrocro, les crocrocro, les crocodiles Sur les bords du Nil, ils sont partis n'en parlons plus Ah ! Les crocrocro, les crocrocro, les crocodiles Sur les bords du Nil, ils sont partis n'en parlons plus (musique) Ah ! Les crocrocro, les crocrocro, les crocodiles Sur les bords du Nil, ils sont partis n'en parlons plus Ah ! Les crocrocro, les crocrocro, les crocodiles Sur les bords du Nil, ils sont partis n'en parlons plus Un éléphant parut et sur la terre Se prépara ce combat de géants Mais près de là, coulait une rivière Le crocodile s'y jeta subitement Ah ! Les crocrocro, les crocrocro, les crocodiles Sur les bords du Nil, ils sont partis n'en parlons plus Ah ! Les crocrocro, les crocrocro, les crocodiles Sur les bords du Nil, ils sont partis n'en parlons plus | Ein Krokodil, es zieht in den Krieg Sagte auf Wiedersehen zu seinen kleinen Kindern Schleppt seine Füße, seine Füße durch den Staub Es zieht in den Kampf gegen die Elefanten Ah! die Krokro-kro, die Krokro-kro, die Krokodile An den Ufern des Nils, sie sind weg, reden wir nicht mehr davon Ah! die Krokro-kro, die Krokro-kro, die Krokodile An den Ufern des Nils, sie sind weg, reden wir nicht mehr davon Es trällerte einen Militärmarsch und kaute dessen Worte grad heraus Bei seinem offenen Maul Glaubte man, seine Feinde drin zu sehen. Ah! die Krokro-kro, die Krokro-kro, die Krokodile An den Ufern des Nils, sie sind weg, reden wir nicht mehr davon Ah! die Krokro-kro, die Krokro-kro, die Krokodile An den Ufern des Nils, sie sind weg, reden wir nicht mehr davon (Musik) Ah! die Krokro-kro, die Krokro-kro, die Krokodile An den Ufern des Nils, sie sind weg, reden wir nicht mehr davon Ah! die Krokro-kro, die Krokro-kro, die Krokodile An den Ufern des Nils, sie sind weg, reden wir nicht mehr davon Ein Elefant erschien und zu Lande bahnte sich dieser gigantische Kampf an Doch in der Nähe floss ein Fluss, Das Krokodil warf sich urplötzlich da hinein. Ah! die Krokro-kro, die Krokro-kro, die Krokodile An den Ufern des Nils, sie sind weg, reden wir nicht mehr davon Ah! die Krokro-kro, die Krokro-kro, die Krokodile An den Ufern des Nils, sie sind weg, reden wir nicht mehr davon |

### Videos (Auswahl)
- Klangbeispiel mit Zeichentrickfilm
- „Le crocodile“ – Les Quatre Barbus (Rondes et chansons de France)
- Klangbeispiel